# Capricho (arte)

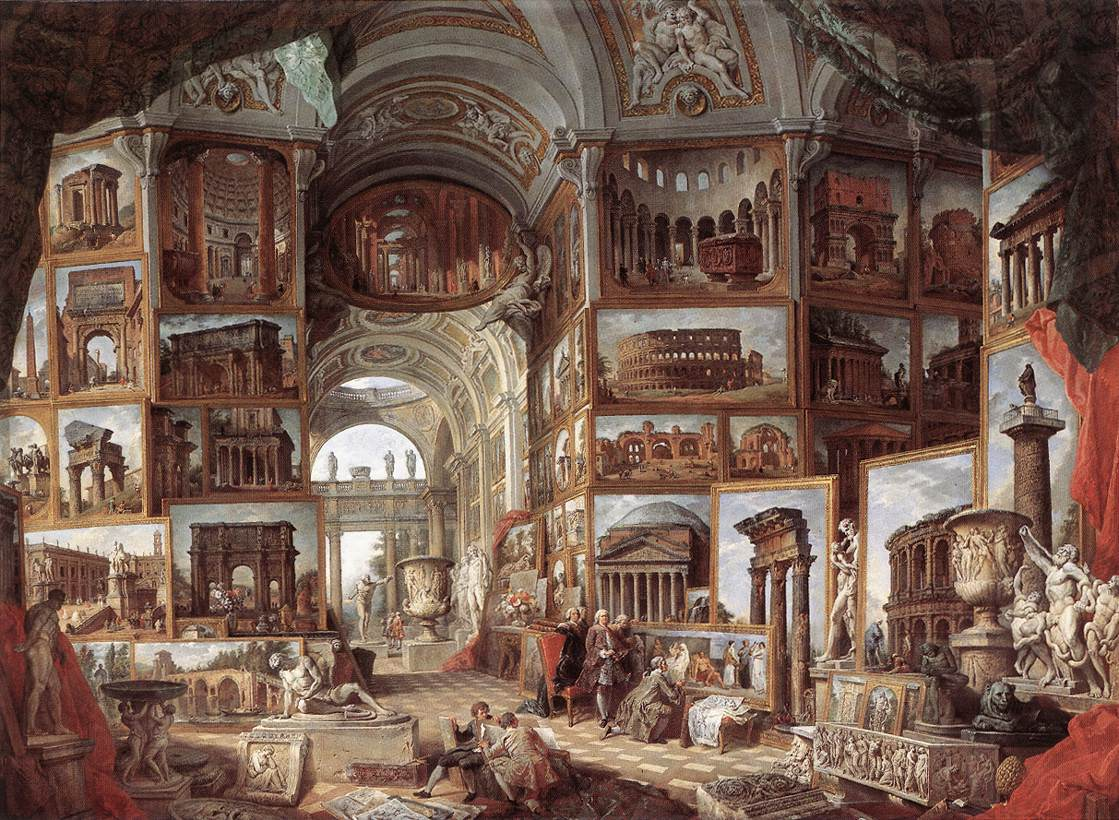
Pannini, Capriccio de Roma, 1758

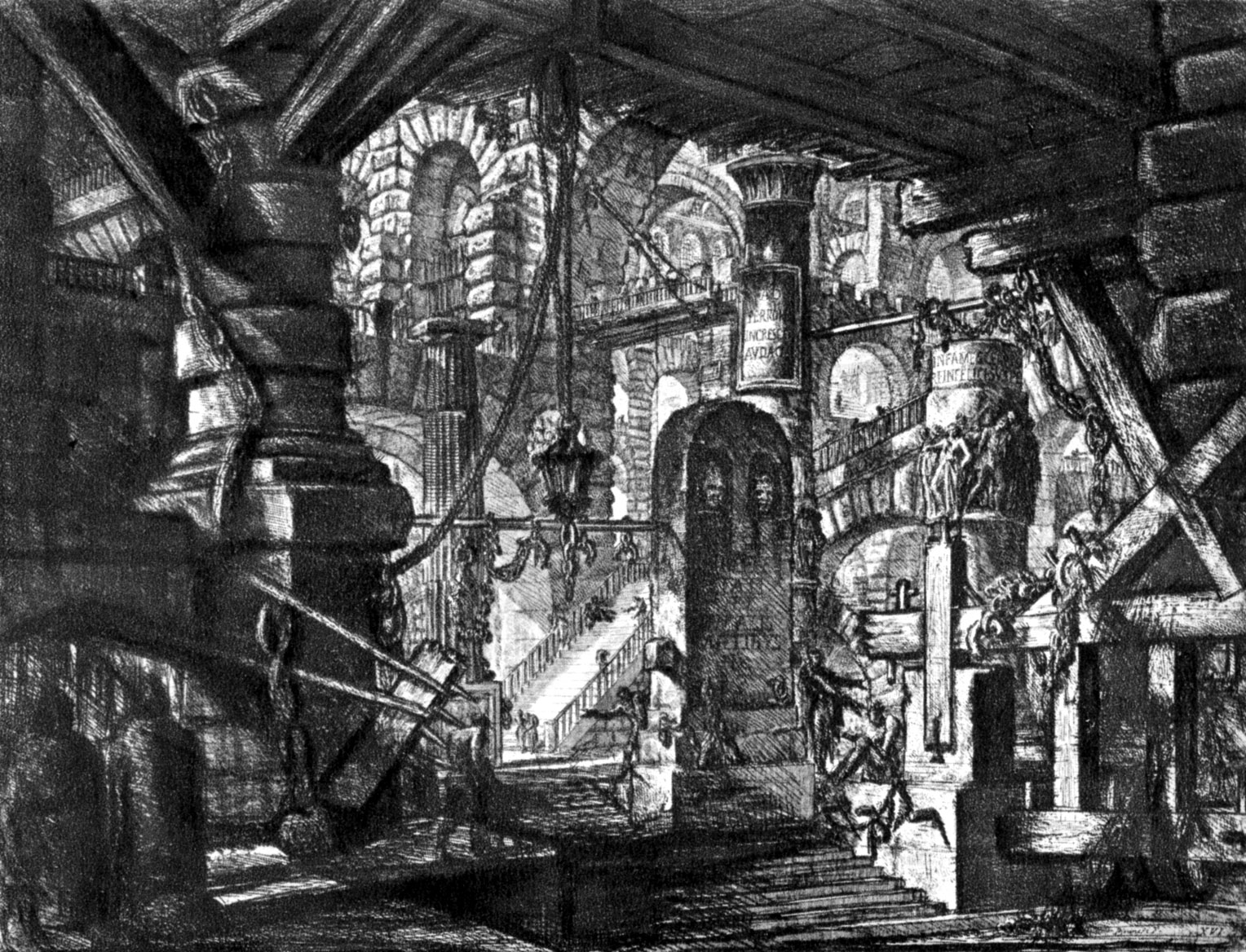
Piranesi, Cárceles inventadas, 1745-50, VII: "El puente levadizo".

En las artes plásticas, un capricho (italiano: capriccio) es generalmente una fantasía arquitectónica, donde edificios, vestigios arqueológicos, ruinas y otros elementos arquitectónicos se componen a partir de combinaciones de elementos reales y fantásticos ordenados según los criterios idiosincráticos del artista. Tradicionalmente, el capricho solía ser un subgénero de la pintura de paisajes, pero con el correr del tiempo fue también empleado para designar otros tipos de obras en las que prevalece la fantasía.
Aunque el género fue perfeccionado por Marco Ricci, su defensor y más destacado promotor fue el pintor Giovanni Pannini. El subgénero del capricho fue difundido y popularizado hacia 1740 por Canaletto a través de sus grabados dedicados a la veduta ideal y también gracias a aquellos cuatro de Giovanni Battista Piranesi, que forman su serie de I Grotteschi; Capricci (Los Grotescos: Caprichos), cuya ejecución tuvo lugar hacia 1747, o sus  16 grabados titulados Carcieri d'Invenzione (Cárceles inventadas), de 1745-50.
Ejemplos algo más tardíos incluyen Homenaje a Wren y El sueño de un profesor, ambos realizados por Charles Robert Cockerell, asimismo como Edificios públicos y privados ejecutados por Sir John Soane, obra que Joseph Gandy desarrolló en 1818 y Carl Laubin ha por su parte pintado en términos de caprichos modernos como un homenaje a dichas obras.
El término capricho también se usa para otras obras en las que prevalece una fuerte dosis de fantasía. En sus Capricci (Caprichos) publicados como una serie de aguafuertes en 1743, Gianbattista Tiepolo reduce los elementos arquitectónicos a ruinas y otros vestigios estatuarios clásicos. Tales trabajos apenas presentan títulos que los identifiquen, lo que domina es su estilo o modalidad expresiva, es decir, el capricho. Tiempo después, Tiepolo desarrolló otra serie, pero de bosquejos fantásticos, y por ello titulada Scherzi de fantasia. Su hijo, Doménico Tiepolo, imitó estas obras, a menudo empleando el término Capriccio en sus títulos. 
La serie de Goya de 80 estampas titulada Los Caprichos, junto con su último grupo de impresiones conocidas como Los Desastres de Guerra —a los que su autor llamó "caprichos enfáticos"— son sumamente originales y como fantasías se caracterizan por su agudeza y sarcasmo respecto a la sociedad española de su época.

## Galería de caprichos

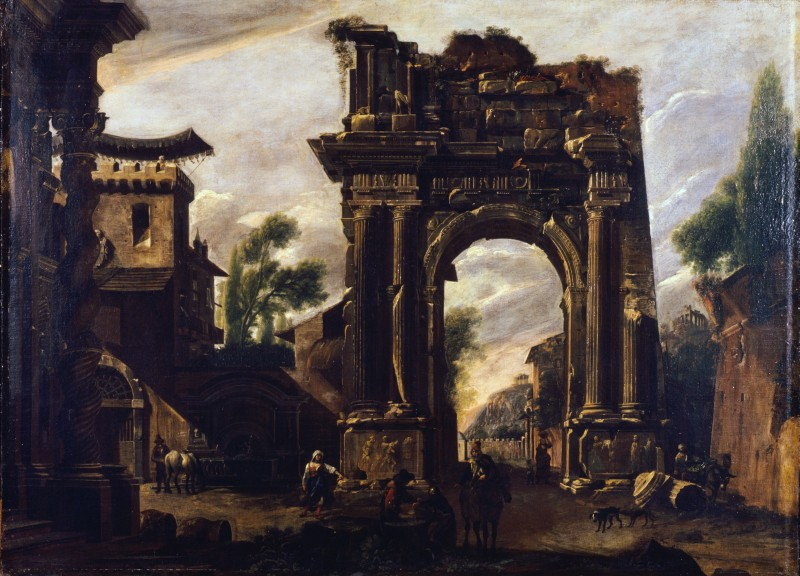
Viviano Codazzi, Capricho con un arco y escena de género, hacia 1660-70
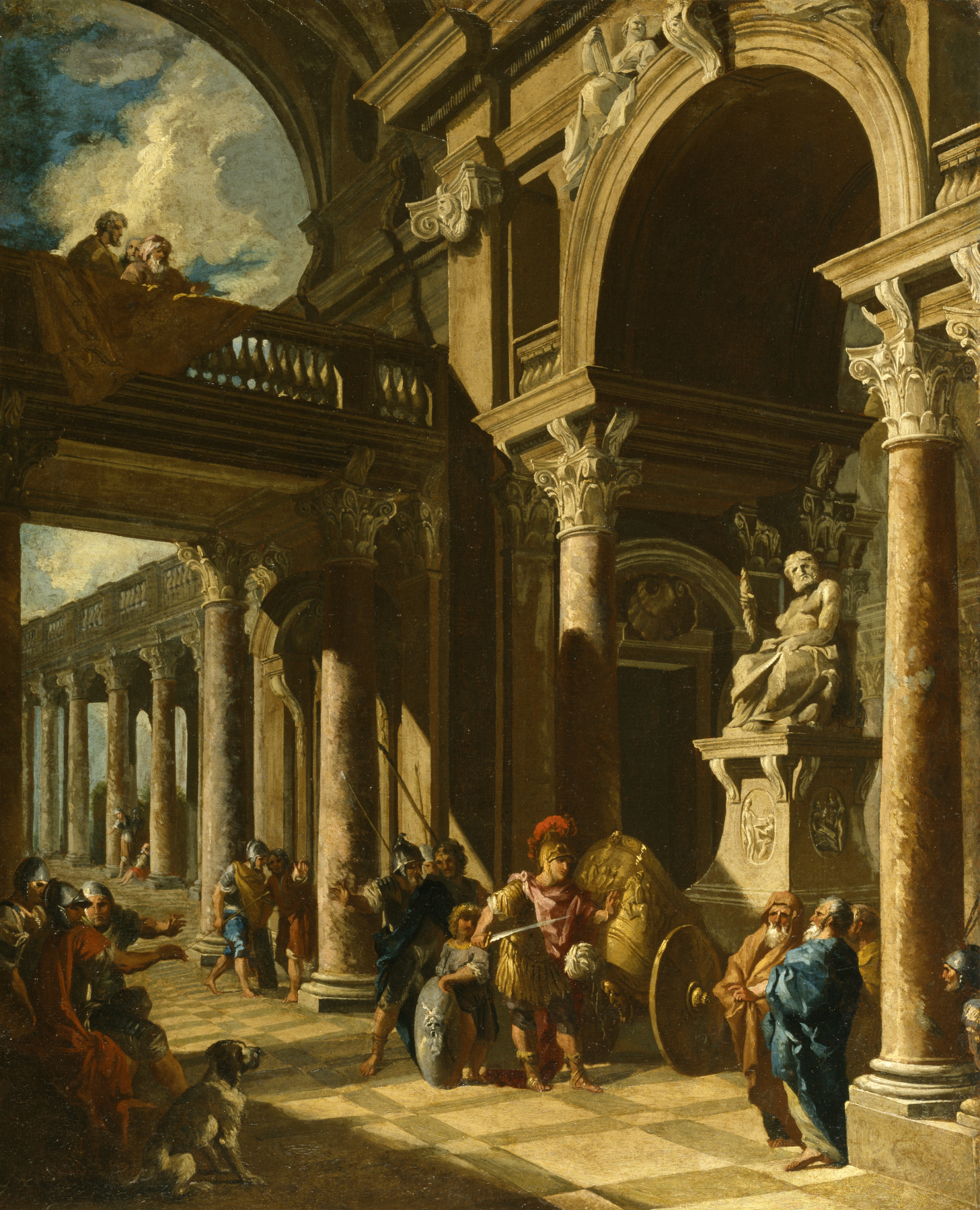
Pannini, Alejandro Magno cortando el Nudo Gordiano, 1718-19. Walters Art Museum
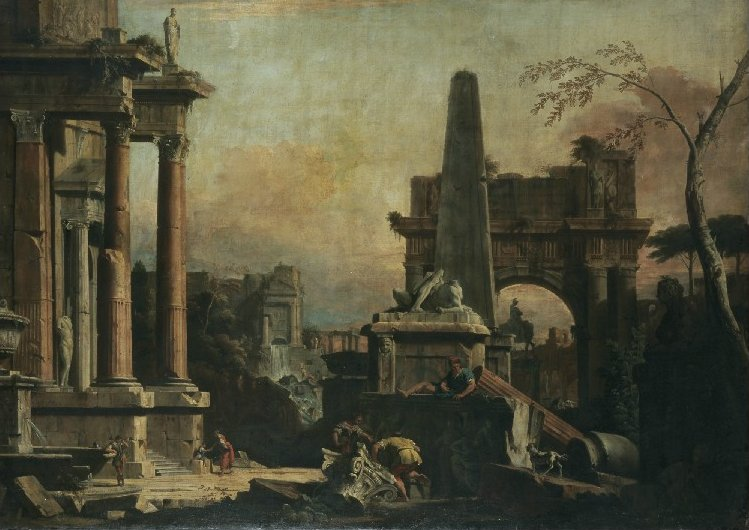
Marco Ricci y Sebastiano Ricci, Un capricho de la Roma clásica, 1720.
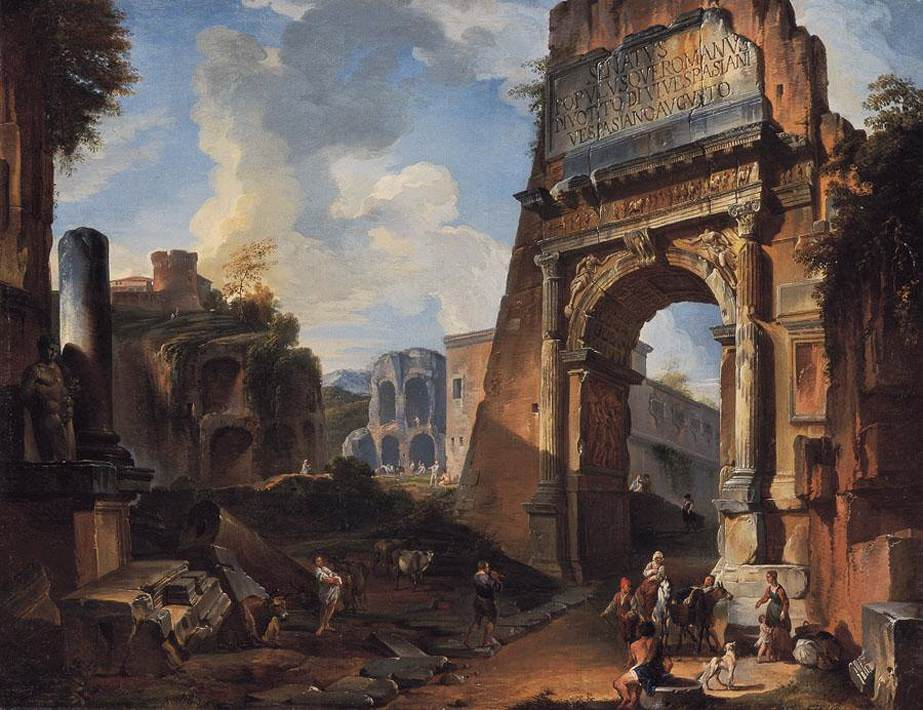
Pannini, Paisaje ideal con el Arco de Tito, c. 1725. Colección privada
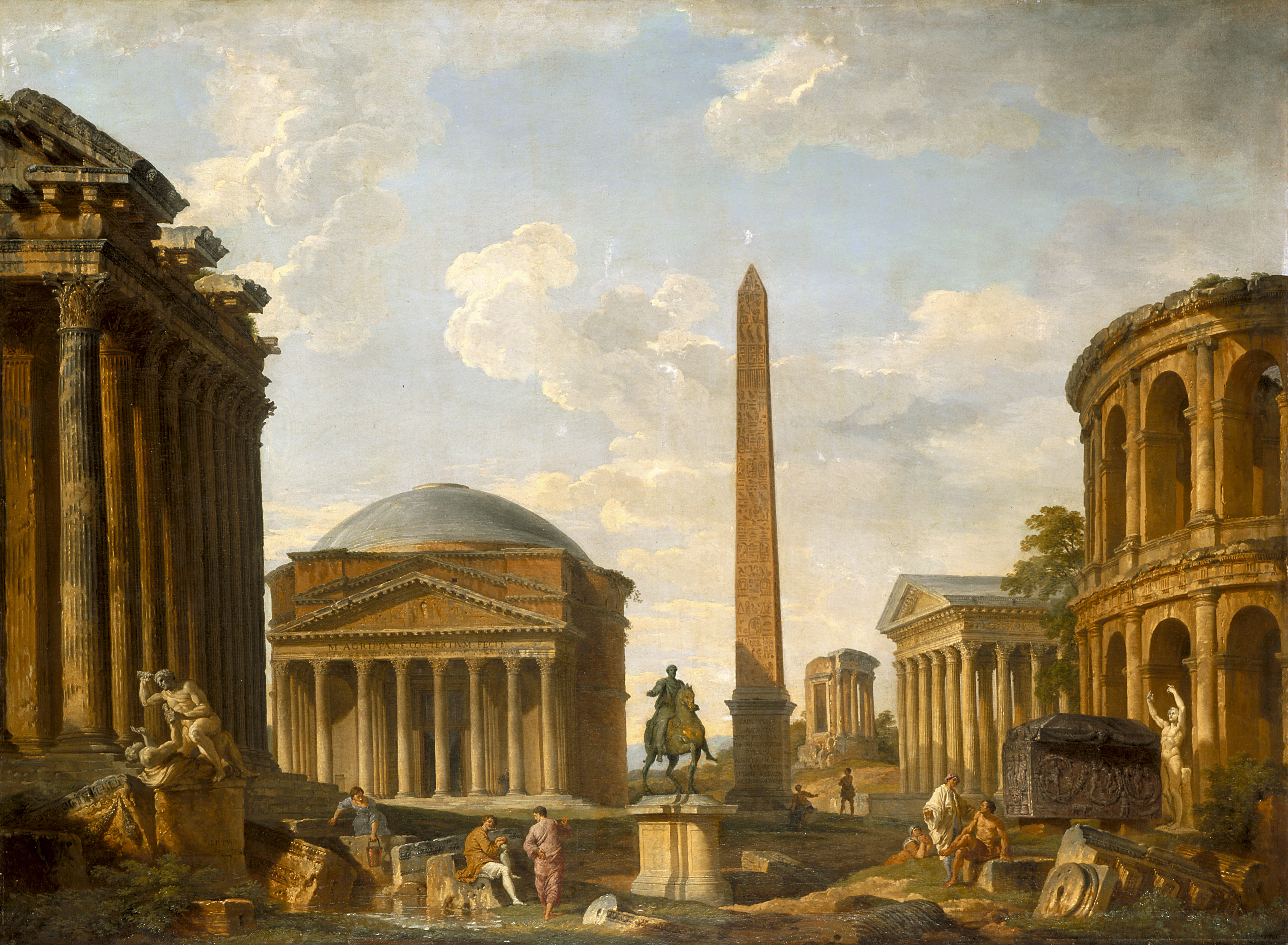
Giovanni Pannini, Capricho romano, 1735. Museo de Arte de Indianápolis.
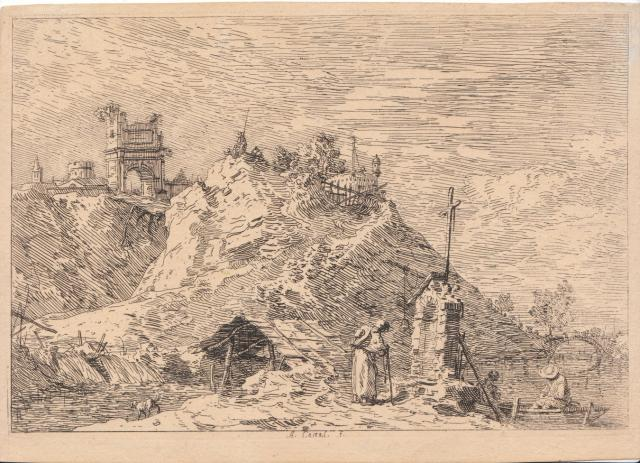
Canaletto, Paisaje con peregrino en oración, aguafuerte, 1741-44. Museum of Fine Arts, Houston
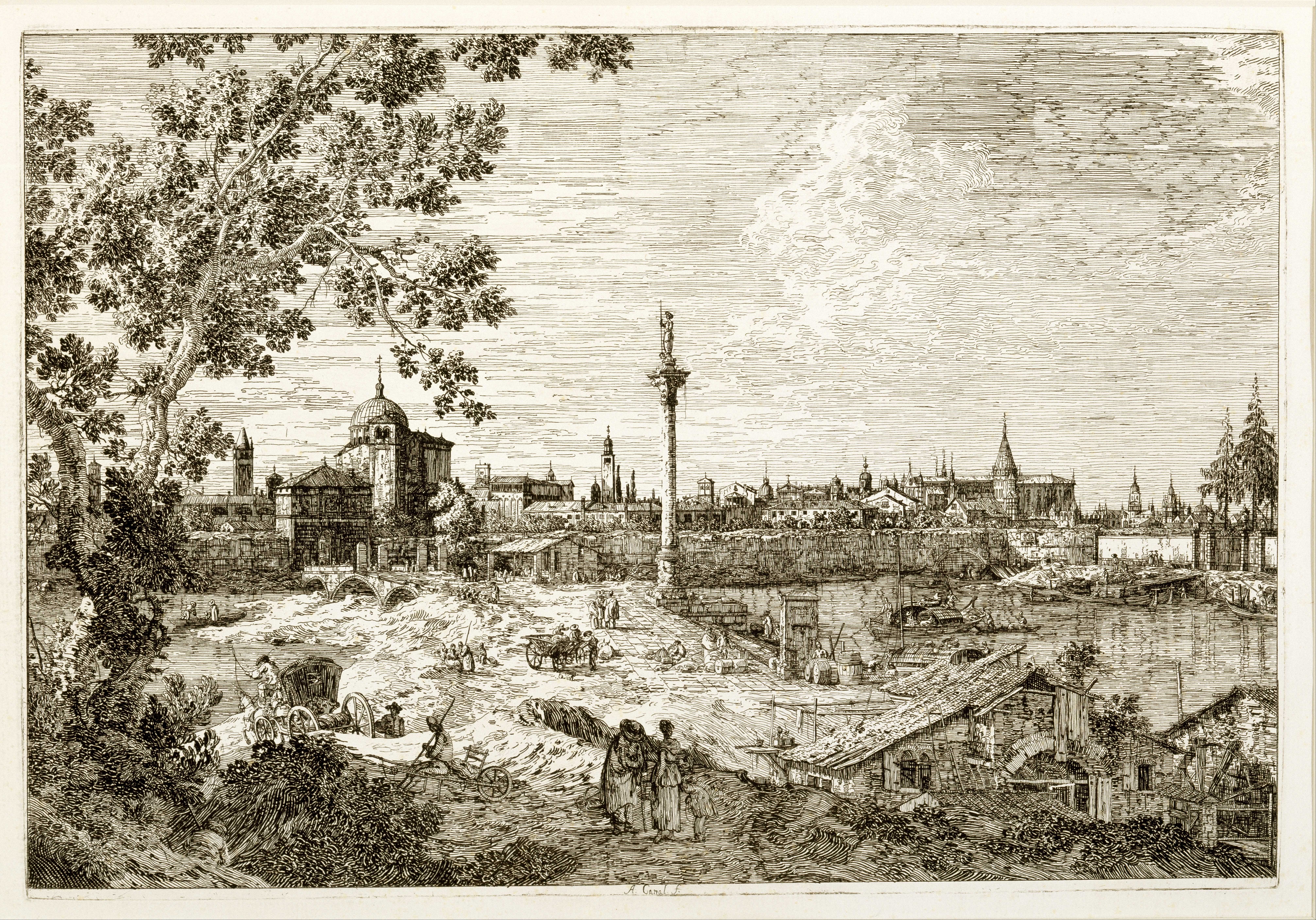
Canaletto, Vista Imaginaria de Padua, aguafuerte, 1741-44
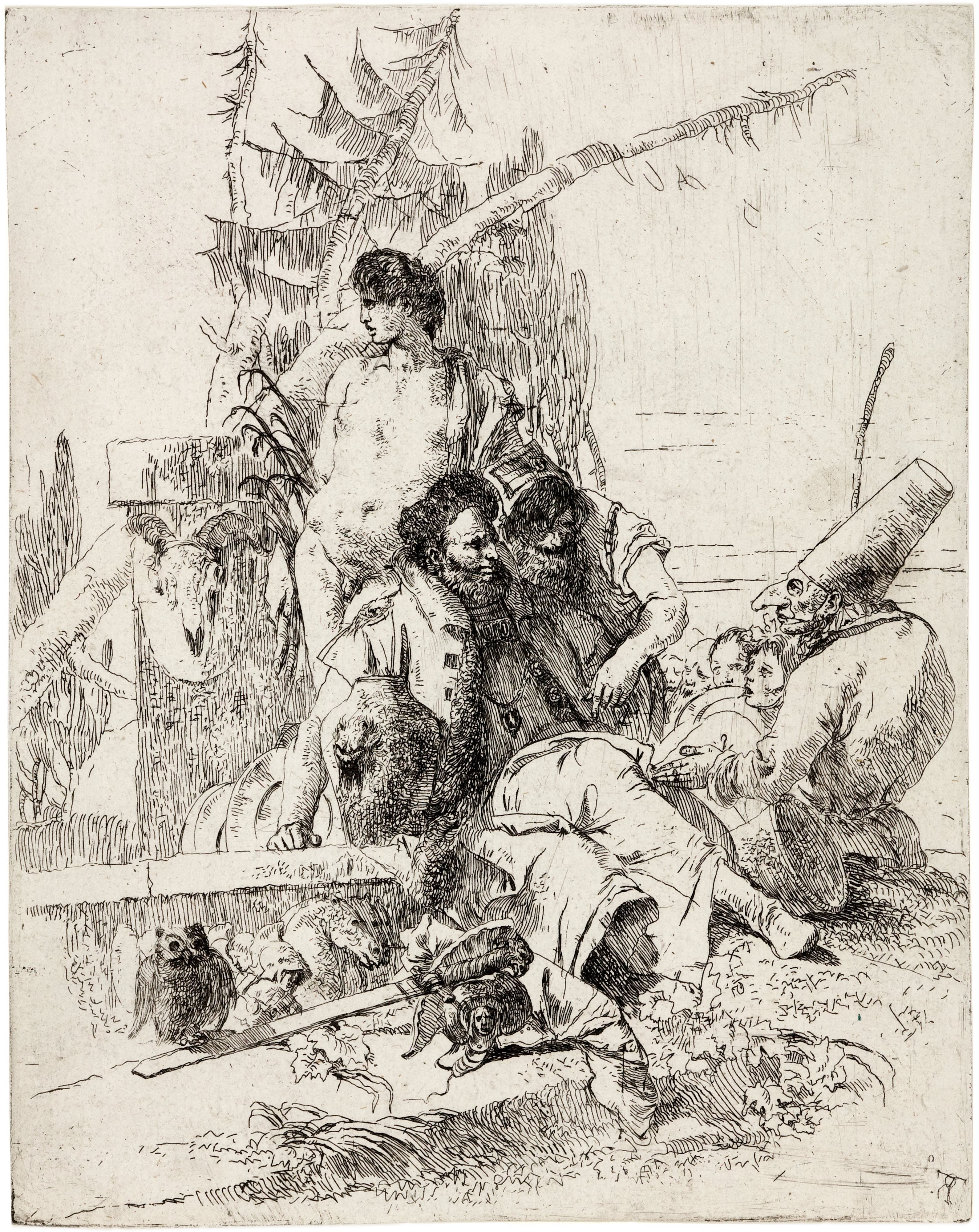
Tiepolo, "Polichinela dando consejos", Scherzi di Fantasia, 1743
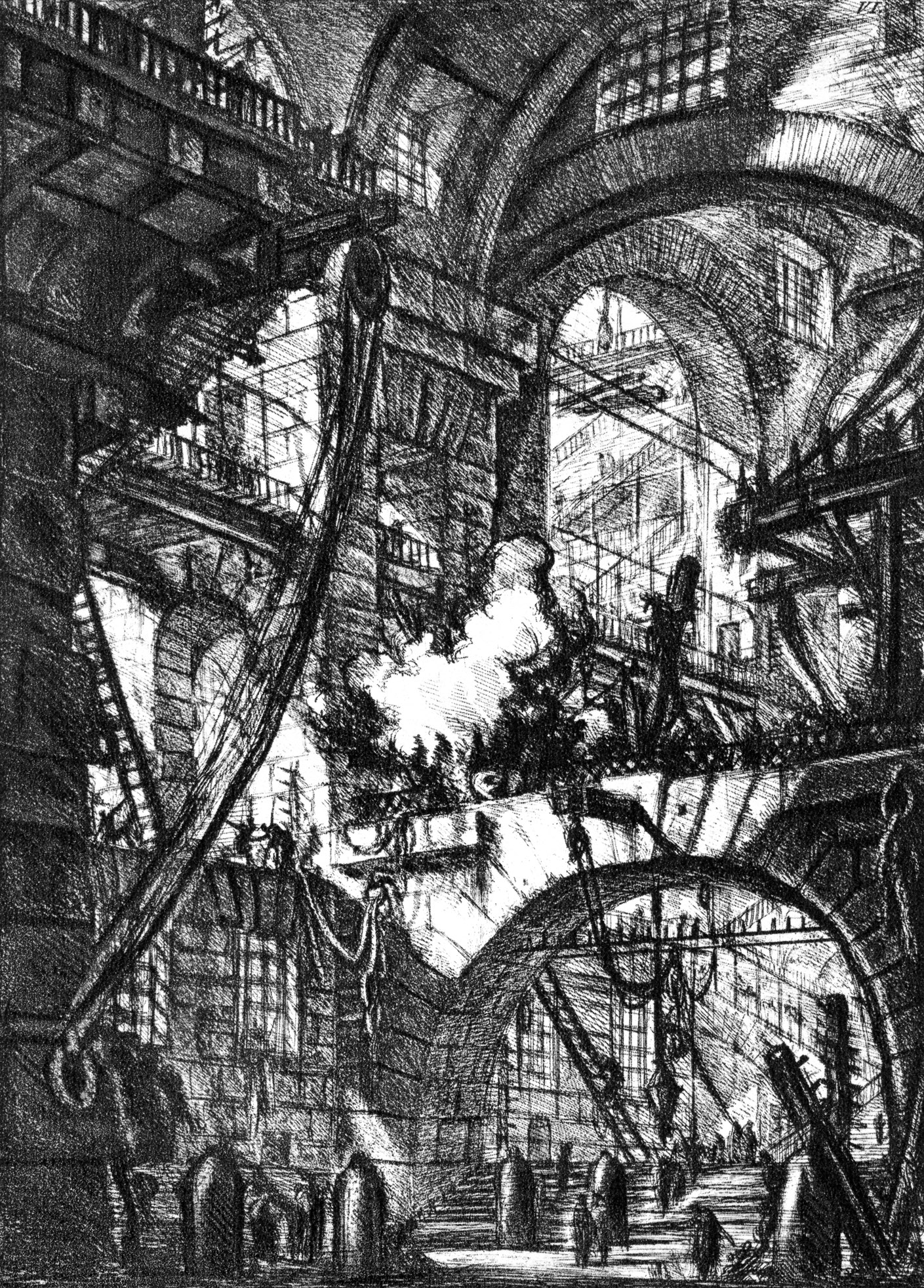
Piranesi, Cárceles Inventadas, 1745-50, VI: "El brasero humeante"
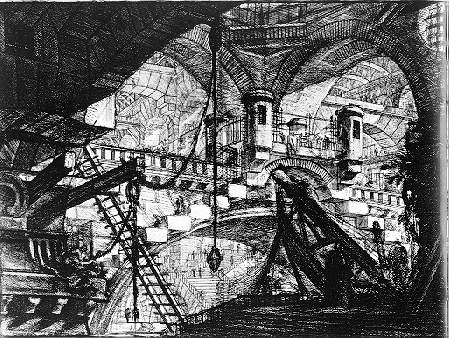
Idem., XVI: "El pilar con las cadenas"
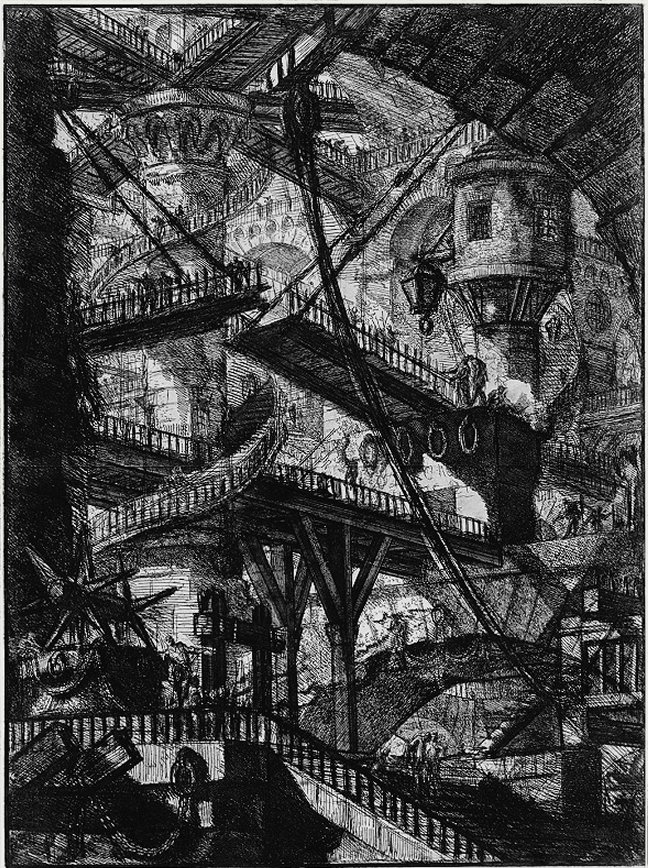
Idem., XI: "El arco con una concha ornamental"
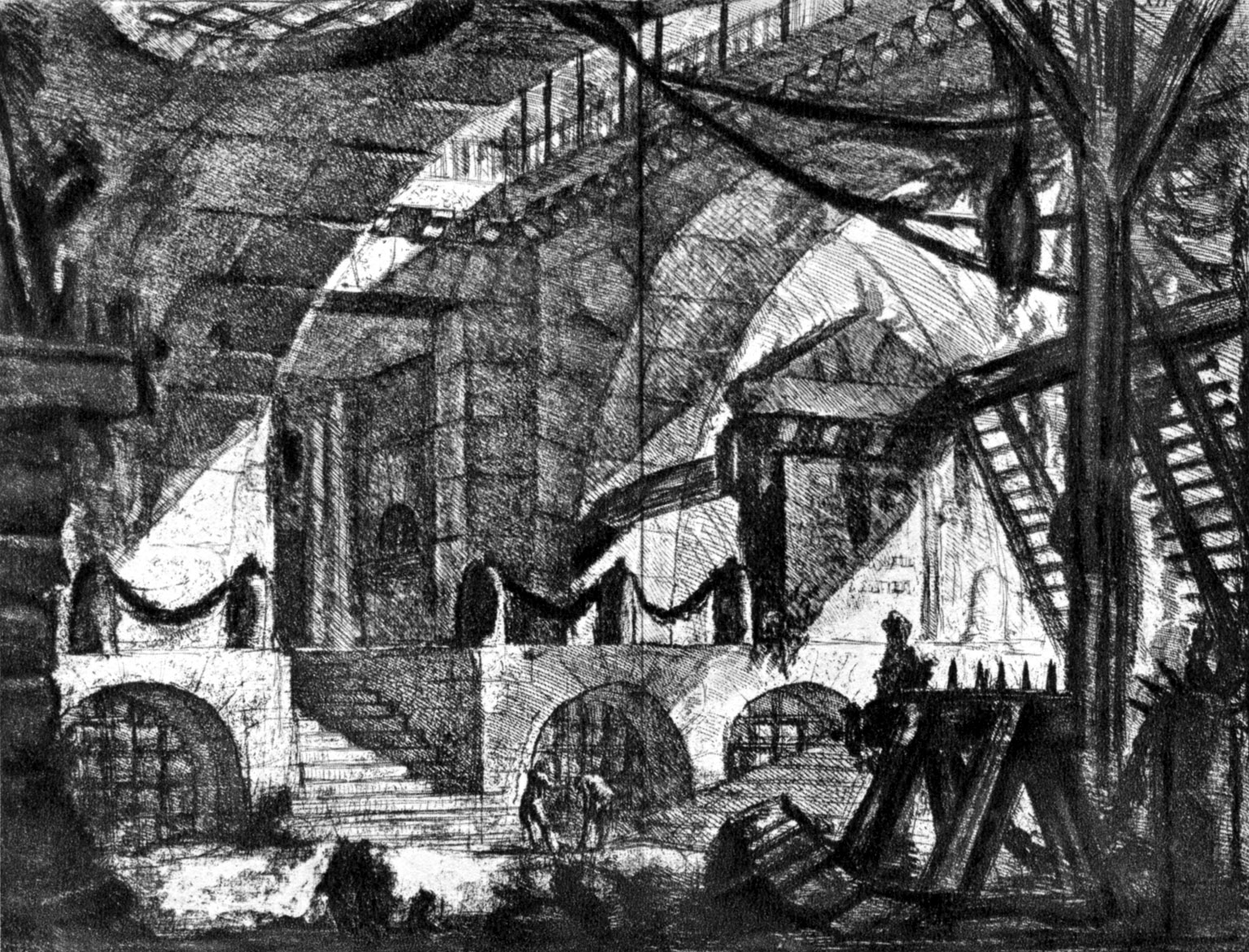
Idem., XII: "La caballeriza"
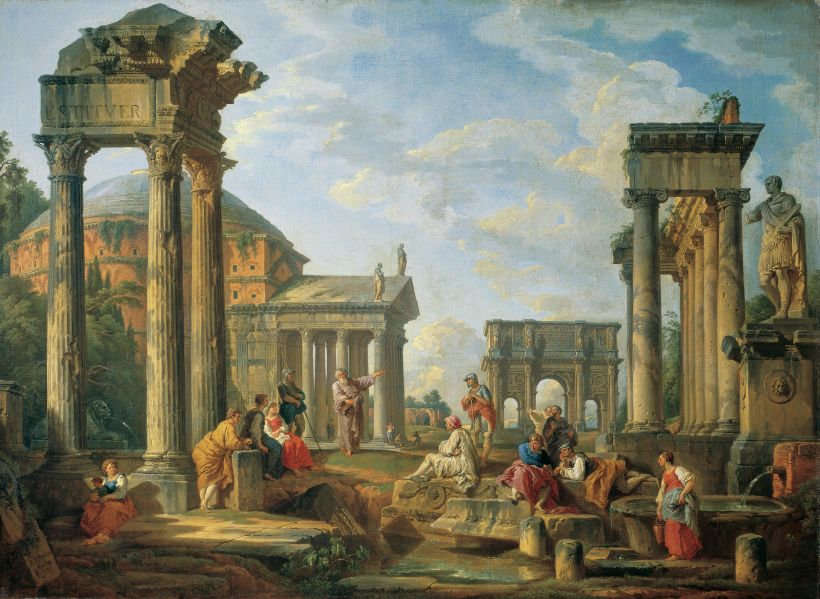
Panini, Paisaje romano con profetas, 1751. Colección Graf Harrach'sche
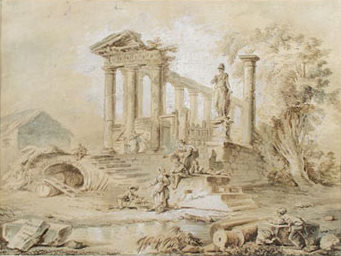
Hubert Robert, Vista Arqueológica, 1773. Museo Nacional de Arte Decorativo, Buenos Aires
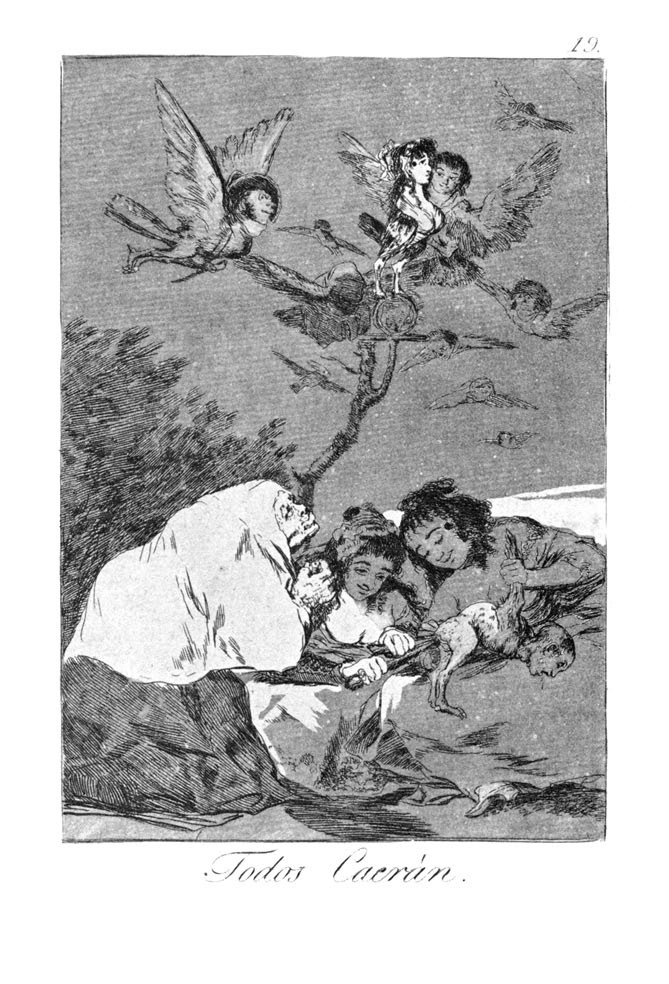
Goya, Los Caprichos, 1799, Nº19: « Todos Caerán ».
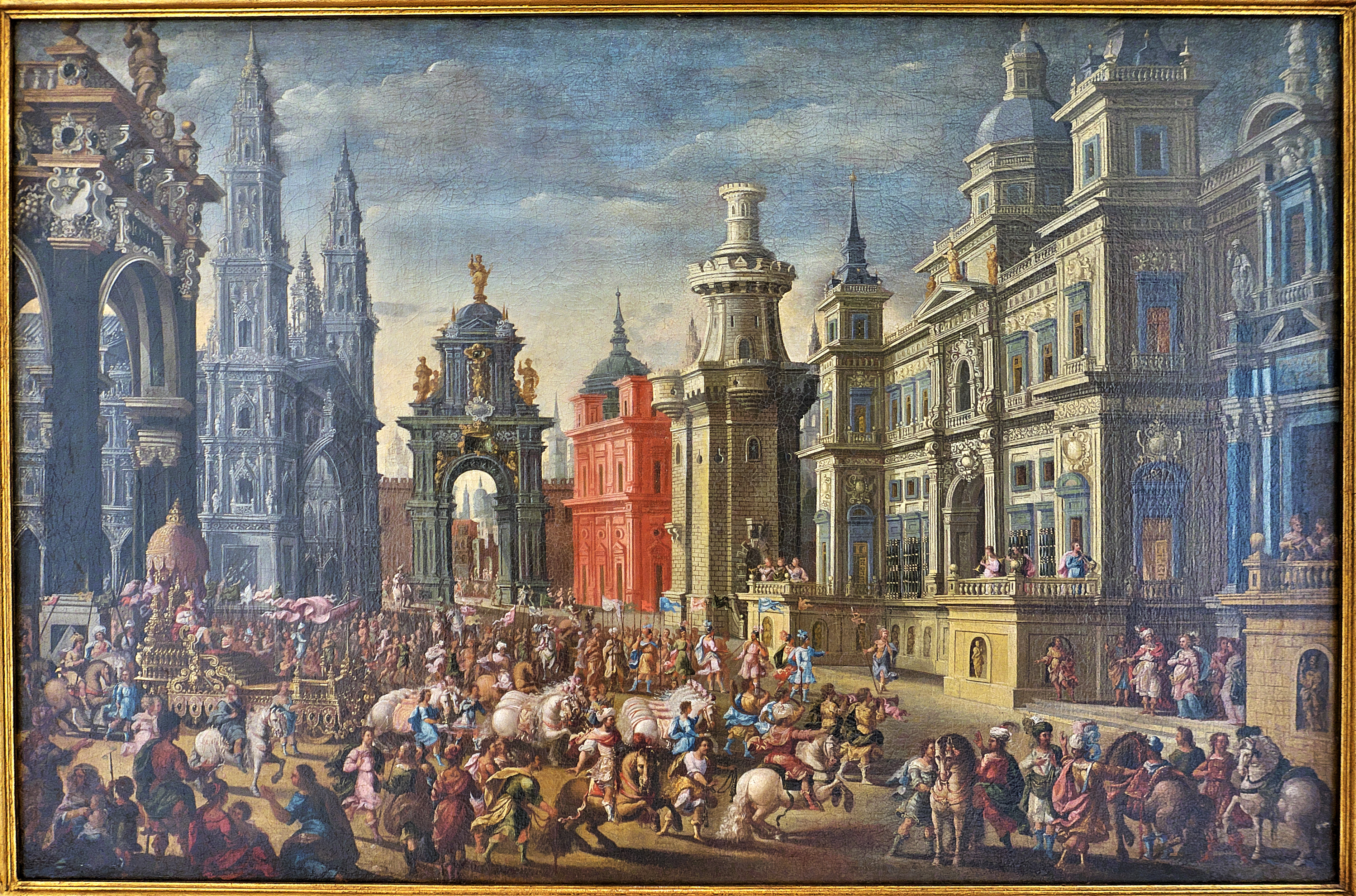
José recibido en Heliópolis, Francisco Gutiérrez Cabello